# Чэнь Шихуэй
Чэнь Шихуэ́й (кит. трад. 陳士惠, пиньинь Chén Shìhuì, англ. Shih-Hui Chen; род. в 1962 году, в Тайбэе, Китайская Республика) — тайваньский и американский композитор.

## Биография
Чэнь Шихуэй родилась на Тайване. В 1982 переехала в США, где окончила магистратуру Университета Северного Иллинойса по классу музыки, впоследствии получив степень доктора музыки по композиции в Бостонском университете.
Является членом азиатской лиги композиторов. Доцент (associate professor) композиции и теории музыки музыкального факультета Университета Райса (Техас). Лауреат ряда премий и наград, в частности: приза Американской Академии, стипендии Гуггенхайма, стипендии Годдарта Либерсона от Американской академии искусств и литературы. Изучала музыку аборигенов Тайваня.

## Творчество
- 66 Times for Soprano and Chamber Ensemble
- 66 Times for Soprano and Chamber Orchestra
- Fu I for Solo Pipa
- Fu II for Pipa and Five Western Instruments
- Mei Hua for String Quartet
- Moments for Full Orchestra
- Plum Blossoms for Alto Saxophone and Piano
- Shui for Cello and Piano
- Remembrance (思想起中提琴協奏曲 Shu Shon Key) for viola and chamber ensemble (2006) or for viola and chamber orchestra (2006)
- Sweet Rice Pie, Six Songs on Four Taiwanese Nursery Rhymes for Voice and Chamber Ensemble
- Twice Removed for Solo Alto Saxophone and Solo Clarinet (2 versions)